# Alice's Balloon Race
Série Alice Comedies
Alice in the Jungle
(1926) Alice's Little Parade
(1926)
Pour plus de détails, voir Fiche technique et Distribution.
Alice's Balloon Race est un court métrage d'animation américain muet de la série Alice Comedies sorti en 1926.

## Synopsis
Alice et Julius participent à une course de ballon pour gagner le prix de 10 000 $. Le vol est très mouvementé car Pete, qui concoure aussi, est bien décidé à le remporter.

## Fiche technique
- Titre original : Alice's Balloon Race
- Titre francophone : La Course aux ballons (sortie DVD)
- Série : Alice Comedies
- Réalisation : Walt Disney
- Animation : Ub Iwerks, Rollin Hamilton, Thurston Harper, Hugh Harman, Rudolf Ising
- Encrage et peinture : Lillian Bounds, Irene Hamilton, Hazelle Linston, Walker Harman
- Photographie : Rudolf Ising
- Production : Walt Disney
- Société de production : Disney Brothers Studios
- Société de distribution : Margaret J. Winkler (1926) ; Syndicate Pictures (1929, version sonorisée)
- Pays :  États-Unis
- Format d'image : noir et blanc - 35 mm - 1,37:1 - muet
- Genre : animation et prises de vues réelles
- Durée : 6 min 26[1]
- Dates de sortie : 
  - Version muette : 15 janvier 1926
  - Version sonorisée : 15 décembre 1929

Source : Walt in Wonderland

## Distribution
- Margie Gay : Alice

## Commentaires
Produit du 3 novembre au 10 décembre 1925, le film a été livré le 13 décembre 1925 et présenté en avant-première le 11 décembre 1925 au Bard's Glendale Theater de Los Angeles.
Ce film est une nouvelle course entre les trois principaux protagonistes. Cette compétition fait suite à Alice Wins the Derby (1925), une course de chevaux, renouvelée en 1927 par Alice's Brown Derby. Une course de voiture sera même organisée dans Alice's Auto Race (1927) sur un scénario proche de Alice Wins the Derby. 
Dans ce film le type de ballon n'est pas parfaitement défini. De par leur résistance, il est possible que ce soit aussi bien de l'hélium ou de l'hydrogène que de l'air chaud en raison de leur mouvement.